# Union nationale des conventions de futsal
L'Union nationale des conventions de futsal (UNCFs) est une association loi de 1901 française fondée le 10 avril 2002 à Paris et regroupant les conventions de futsal partout en France pour organiser des compétitions nationales, des compétitions internationales et des matchs internationaux avec les sélections de joueurs et de joueuses français. Son rôle est de promouvoir le futsal traditionnel et original selon les règles édictées par la fédération internationale FIFUSA fondée en 1971 et de sa confédération européenne UEFS fondée en 1988.
L'UNCFs est affiliée à la FIFUSA via l'Association Française de Futsal fondée le 22 avril 1988 à Cannes (fusion de l'AFF dans l'UNCFs le 15/10/2011) puis à l'Association mondiale de futsal (AMF) (entre 2003 et 2016). L'UNCFs est par ailleurs affiliée à sa Confédération continentale, l'Union européenne de futsal (UEFS), dont elle est l'un des membres fondateurs par l'intermédiaire de l'Association française de futsal.
Le siège de l'UNCFs est situé à Résidence Ampère C5 - 19, rue Alexandre Volta - 83100 Toulon.

## Histoire

### Genèse
Le 22 avril 1988, l'Association française de futsal (AFF) est fondée à Cannes La Bocca (Alpes-Maritimes) et déclarée à la Sous-préfecture de Grasse par :
- Jean-Jacques Robert (Antibes)
- Jack Terchi (Grenoble)
- Bernard Darengosse (Froberville)
- Alain Armando (Le Cannet)
- Philippe Mallet (Le Cannet)
- Maurice Galmacci (Pégomas)
- Jean-Louis Novara (Cannes)
- Pierre Dupupet (Grenoble)
- Danielle Wattel (Le Cannet)

L'AFF est un des membres fondateurs de l'Union européenne de futsal (UEFs) en 1988.
L'Association Française de Futsal (AFF) fusionne et est absorbée le 15 octobre 2011 par l'association UNCFs fondé le 10 avril 2002 à Paris.

### Syndication des clubs de futsal
Le syndicat Union Nationale des Clubs de Futsal (UNCFs) se constitue le 10 avril 2002 à Paris sous l'impulsion de plusieurs dirigeants de clubs de futsal affiliés à la Fédération française de football (FFF), qui dénonce le texte des statuts du futsal rédigé unilatéralement par la FFF, délégataire de la pratique du Football en salle (futsal FIFA) depuis mai 1997.
En effet, considérant d'une part l'histoire et la culture du futsal, sport à part entière qui naquit dans les années 1930 et codifié en 1933 par Juan Carlos Ceriani Gravier ; et d'autre part l'intégration du futsal au sein du football diversifié de la Ligue Amateur de Football de la FFF, sans qu'il soit prévu une représentation de ses acteurs dans ses instances et sans que les termes et obligations de la délégation soient respectés, un certain nombre de clubs de futsal décident de constituer un syndicat.
L'objet de ce syndicat est de permettre la défense des intérêts des clubs de Futsal et de leurs membres dans les instances, Comités directeurs et Commissions de la FFF, de ses Ligues et Districts gouvernant le football en France et notamment la représentation légale et démocratique des acteurs du futsal, en respectant les obligations liées à la délégation du "Football en salle" (futsal FIFA) confiée en 1997 par le Ministère des Sports français.
En juillet 2003, l'Union Nationale des Clubs de Futsal demande à la FFF, par voie légale, sa reconnaissance comme « Union d'associations reconnue » pour disposer d'une représentation siégeant dans les différents organes de cette institution. À l'issue d'une réunion au siège de la FFF entre Adrien Taquet, président de l'UNCFs, de hauts responsables de la Ligue de Paris Île-de-France de football et du Comité directeur de la FFF, représenté par M. Jean-Pierre Escalettes, la FFF rejette la demande de reconnaissance de l'UNCFs aux motifs qu'il ne peut pas représenter les clubs de futsal en France, puisque ceux-ci ne sont pas affiliés à l'UNCFs, et qu'il n'existe pas au sein de la FFF de clubs affiliés en tant que « club de futsal ».

### Indépendance vis-à-vis de la FFF
Devant le refus de la FFF de reconnaître l'UNCFs et sa volonté d'exclure toute représentation au sein de ses organes, les membres de l'UNCFs décident de se rattacher à l'Association mondiale de futsal (AMF) pour participer à la défense du modèle sportif, social et culturel du futsal originel.
En septembre 2003, la majorité des membres de l'UNCFs, qui se sont réunis au cours d'une assemblée générale extraordinaire, décident de modifier son objet social et ses statuts, de manière à autoriser l'affiliation à l'Association mondiale de futsal (AMF), à sa confédération continentale, l'Union européenne de futsal et l'inscription en tant que « clubs de futsal » de tout groupement sportif publié au Journal Officiel des Fondations et des Associations et ayant indiqué la pratique du futsal dans leur objet.
Tout ceci permet la délivrance de licences et d'assurances pour les pratiquants de futsal, la décentralisation au niveau régional et départemental des organes de l'UNCFs sur l'ensemble du territoire français en constituant des sections (Comités départementaux ou Ligues régionales), le développement de la pratique du futsal AMF sur l'ensemble du territoire avec la participation et la représentation démocratique des adhérents au sein de ses organes de direction décentralisés, la mise en place des sélections de futsal UNCFs pour concourir dans les épreuves internationales ainsi que la mise en place d'épreuves sportives en vue de qualifier les clubs de futsal français dans les compétitions internationales.

### Scission en 2014 et modification de l'objet et du nom en 2017
En juin 2014, l'UNCFS fait l'objet d'une division entre ses membres. Elle poursuit son objet conformément à ses statuts jusqu'en 2017 où elle change de titre (nom) et d'objet pour s'appeler dorénavant : « Union nationale des conventions de futsal ». Elle reprend sa place dans sa confédération européenne Union européenne de futsal (UEFS) en 2016, après avoir changé de direction, s'être restructurée et modernisée. Elle adhère toujours à la FIFUSA et l'UEFs.

## Affiliations
L'Union Nationale des Clubs de Futsal a été affiliée aux organisations internationales suivantes :
- L'Union Européenne de Futsal (1988 à nos jours)
- L'Association mondiale de futsal (2006-2016)
- La Fédération internationale de futsal - FIFUSA (1988 à nos jours)

À ce titre, elle entretient des relations étroites et amicales avec les membres de ces institutions, notamment dans la défense du modèle sportif et de l'identité culturelle et sociale du futsal originel.

## Compétitions sportives en France
De 2004 à 2014, l'UNCFs délègue à ses Ligues et ses Comités constitués et associés, l'organisation de compétitions sportives de futsal et organise sous son égide, les phases finales des compétitions nationales :
- Le Défi national des clubs de futsal (Trophée Juan Carlos Ceriani) qui devient la « Ligue Nationale des Clubs de Futsal » (LNFs) en septembre 2010
- Le Challenge national des clubs de futsal (Trophée Amador Lopez)
- Le Défi national jeunes
- Le Défi national de futsal féminin (Trophée Nelly Roland Iriberry)
- Le Challenge National des Sélections

Depuis 2014, l'UNCFs organise des "Conventions de futsal" auxquelles les clubs de futsal français peuvent participer par adhésion.